# Jan Vilcek
Jan Vilcek, né le 17 juin 1933 à Bratislava en Tchécoslovaquie (actuellement Slovaquie), est un professeur de médecine, virologiste et immunologiste américain travaillant à la New York University School of Medicine. Il s'est rendu célèbre pour ses recherches sur le système immunitaire et la découverte du médicament Remicade en 1989.

## Biographie
Après la guerre, durant laquelle il doit se cacher des persécutions nazies, Jan T. Vilcek étudie la médecine à Bratislava, alors en Tchécoslovaquie. Il obtient son doctorat de médecine de l'université Comenius de Bratislava en 1957, avant de s'orienter vers la recherche en virologie. Il soutient sa thèse de science de l'Institut de virologie de l'Académie des sciences tchécoslovaque de Bratislava en 1962. Fuyant son pays, notamment pour raison politique, il s'installe en 1965 à New York, où il devient professeur de microbiologie de la New York University School of Medicine. Il est membre de cette institution depuis plus de 40 ans.

## Apports scientifiques
Jan Vilcek développe alors ses thématiques de recherche sur les cytokines, protéines régulant en partie le système immunitaire, telles que l'interféron pour lequel il fut un précurseur, et le facteur de nécrose tumorale (TNFα). En 1989, Jan Vilcek et son collaborateur Junming Le développent un anticorps monoclonal anti-TNFα, une molécule régulatrice majeure de la réaction inflammatoire impliquée dans de nombreuses pathologies liées aux maladies auto-immunes. En collaboration avec une compagnie de biotechnologie, ils mettent au point un anticorps chimérique thérapeutique nommé CA2, et aujourd'hui connu sous le nom de Remicade, qui est un puissant anti-inflammatoire utilisé pour le traitement de la polyarthrite rhumatoïde, de la maladie de Crohn, de la rectocolite hémorragique, de la spondylarthrite ankylosante, du psoriasis et d'autres maladies inflammatoires. Le Remicade a eu des succès thérapeutiques majeurs, et encouragea le développement d'autres inhibiteurs du TNFα tels que l'adalimumab (Humira) et l'étanercept (Enbrel).

## Engagements caritatifs
En 2000, Jan Vilcek et son épouse Marica Vilcek ont créé la Fondation Vilcek (en), qui décerne chaque année un prix scientifique et un prix artistique récompensant les travaux de chercheurs et d'artistes étrangers émigrés aux États-Unis. En 2005, Jan Vilcek a fait une donation de 105 millions de dollars à l'Université de New York (ce qui représentait à cette date la cinquième plus grosse donation jamais effectuée à une institution académique américaine), en signe de gratitude pour l'accueil que celle-ci lui avait fait au début de sa carrière.